# Cleome linophylla
Cleome linophylla là một loài thực vật có hoa trong họ Màng màng. Loài này được (O.Schwarz) Pax & K.Hoffm. mô tả khoa học đầu tiên năm 1936.